# رالف شتاين
رالف شتاين (بالإنجليزية: Ralph Stein)‏ هو رسام كارتون أمريكي، ولد في 1909 في نيويورك في الولايات المتحدة، وتوفي في 1994 في كونيتيكت في الولايات المتحدة.